# Rautubeek
Rautubeek (Zweeds – Fins: Rautuoja) is een rivier annex beek, die stroomt in de Zweedse  gemeente Kiruna. De rivier is een zijrivier van de Suopatusrivier. Ze is slechts twee kilometer lang.
Ze ligt kilometers verwijderd van de Rauturivier.
Afwatering: Rautubeek → Suopatusrivier → Muonio → Torne → Botnische Golf